# Zizurkil
Zizurkil è un comune spagnolo di 2 996 abitanti situato nella comunità autonoma dei Paesi Baschi.

## Società

### Evoluzione demografica
Abitanti censiti

### Lingue e dialetti
Il dialetto basco locale appartiene alla variante gipuzkoana.
Nel 2018, il 60,5% della popolazione era utilizzava prevalentemente il basco, il 36,8% lo spagnolo e il 3,2% altre lingue. Fra i bambini e gli adolescenti, la percentuale di bascofoni era maggiore.

## Amministrazione
Dalla Transizione spagnola ad oggi, le persone che hanno ricoperto la carica di sindaco (in basco alkatea, in spagnolo alcalde) sono state le sueguenti:
| Periodo | Periodo   | Primo cittadino                 | Partito                              | Carica  | Note  |
| ------- | --------- | ------------------------------- | ------------------------------------ | ------- | ----- |
| 1979    | 1981      | Inaxi Otegi Tapia               | Herri Batasuna (HB)                  | Sindaca | [ 2 ] |
| 1981    | 1983      | Mikel Arrastoa Agote            | Partito Nazionalista Basco (EAJ-PNV) | Sindaco | [ 3 ] |
| 1983    | 1987      | Felix Gabarain Amenabar         | EAJ-PNV                              | Sindaco |       |
| 1987    | 1995      | Mikel Arrastoa Agote            | EAJ-PNV                              | Sindaco |       |
| 1995    | 1997      | Juan Joxe Aranburu Duran        | EAJ-PNV                              | Sindaco |       |
| 1997    | 1999      | Maria Angeles Lazkano Larrañaga | EAJ-PNV                              | Sindaca |       |
| 1999    | 2003      | Juan Manuel Erasun Eizmendi     | Euskal Herria Bildu (EH Bildu)       | Sindaco |       |
| 2003    | 2011      | Maria Angeles Lazkano Larrañaga | EAJ-PNV                              | Sindaca |       |
| 2011    | 2019      | Joxe Mari Luengo Zapirain       | EH Bildu                             | Sindaco |       |
| 2019    | 2023      | Iker Urrozola Aizpurua          | EH Bildu                             | Sindaco |       |
| 2023    | in carica | Maite Amenabar Alkorta          | EH Bildu                             | Sindaca |       |